# Nelle Boer
Nelle Boer (Zwolle, 14 maart 1982) is een Nederlands kunstenaar, die vooral bekend is om het werken met alter ego's en pseudoniemen.

## Achtergrond
Boer studeerde in 2006 af aan ArtEZ, Hogeschool voor de Kunsten, in Zwolle als Bachelor of Fine Art (BFA). In 2015 zette hij zijn diploma op Marktplaats uit protest tegen de commercialisering van het kunstonderwijs.
Boer schrijft ook artikelen over kunst die gepubliceerd werden op opiniewebsite Joop.nl van de VARA, The Post Online en Het Parool.

## Christian Brod
In 2011 zorgde Boer voor ophef met zijn alter ego Christian Brod. Deze Duitse kunstenaar zou in 1944 een naaktportret hebben geschilderd van Eva Braun, de geliefde van de Duitse dictator Adolf Hitler, dat tentoongesteld zou worden in Amersfoort. Het Algemeen Dagblad en RTV Utrecht berichtten over de expositie, net als het radioprogramma De Avonden van de VPRO en Goedemorgen Nederland van de KRO met Sven Kockelmann.
Het alter ego zou in 2015 terugkeren in de roman Ica van Eva Posthuma de Boer. In het boek is de vader van de hoofdpersoon kunsthistoricus, die het werk van Christian Brod kent en beschrijft.

## Nizar Mourabit
In 2014 verkreeg Boer landelijke en internationale bekendheid met zijn alter ego Nizar Mourabit, een Marokkaans-Nederlandse politicoloog en columnist. Na columns te hebben geschreven onder deze naam voor Het Parool, Trouw en de Volkskrant en er verschillende artikelen over Mourabit in media verschenen, waaronder in NRC Handelsblad door Stephan Sanders, onthulde Boer op 21 oktober 2014 zijn ware identiteit in een interview met De Correspondent.
De onthulling zorgde voor een stroom aan reacties, waaronder die van de ombudsvrouw van de Volkskrant, Annieke Kranenberg en de ombudsman van NRC Handelsblad, Sjoerd de Jong en columnisten als Bert Wagendorp en Elma Drayer, evenals buitenlandse media als het Belgische De Standaard, Het Nieuwsblad en De Morgen.

## Publicaties
- Iris en de tweeling, Boekscout 2016. ISBN 978-94-0222-329-3